# 須美壽島

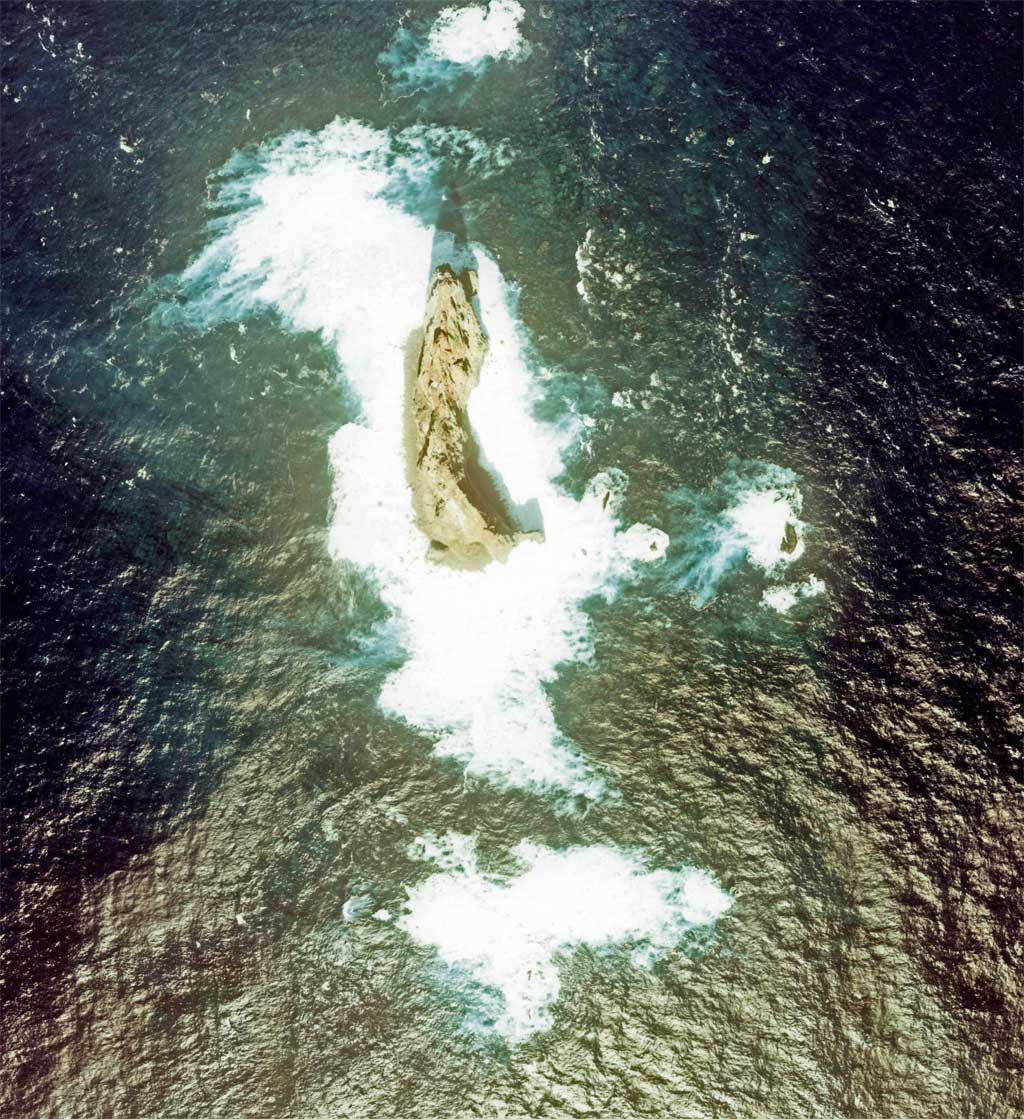
須美壽島

31°26′23″N 140°03′02″E / 31.43972°N 140.05056°E
須美壽島（日语：／ Sumisu-tō）是日本伊豆群島的無人島，位於菲律宾海，它標高136公尺，面积约0.03平方公里，島上有活火山。它距離青岛有110公里的距離。

## 外部連結
- 須美寿島 （页面存档备份，存于） - 氣象廳 (日本)（日語）